# Schwanenteich (Belvedere)
Der Schwanenteich in Belvedere ist ein Teich im Park des Schlosses Belvedere im Süden des Stadtgebietes von Weimar in Thüringen. Das Gewässer wurde geologisch auch als Tümpel bezeichnet. Es wurde im 18. Jahrhundert angelegt.
Auf diesem Teich lebten zumindest zeitweise Schwäne. Er bezieht sein Wasser über den etwas höher gelegenen Schirmteich und das  Röhrensystem für die Schloßfontäne im Park letztlich aus dem Possenbach. Im Jahre 2007 erfolgten umfangreiche Wartungs- und Reparaturarbeiten daran. Wilhelm Bode schrieb, dass über den Possenbach selbst über den Schwanenteich der Brunnen am „neuen Haus“ von Carl August (Sachsen-Weimar-Eisenach), also an dem Römischen Haus im Ilmpark sein Wasser bezieht.
Auf dem Teich sind Schwäne nicht mehr anzutreffen, wohl aber Enten. Auf dem Teich ist ebenso ein Entenhäuschen wie auf dem nicht sehr weit entfernten Gasthofteich. Auf dem Teich gibt es auch Seerosen und Schilfgewächse. Der Bereich des Parkes ist nicht nur kulturgeschichtlich, sondern wegen seiner Vegetation auch ökologisch wertvoll.